# ماتي بوبان
ماتي بوبان هو عسكري وسياسي بوسني، ولد في 12 فبراير 1940 في Sovići ‏ في البوسنة والهرسك، وتوفي في 7 يوليو 1997 في موستار في البوسنة والهرسك بسبب نزف مخي. نشط حزبياً في الاتحاد الديمقراطي الكرواتي.